# Bálics
Bálics Pécs városrésze a Mecsekoldalban, Szkókó, Deindol, Donátus, Rókusdomb és Csoronika által határolt területen. A délre néző hegyoldal régtől fogva szőlőhegy, gyümölcsös. A városrész felső és magasabban fekvő része a mecseki parkerdő közelében Bálicstető.

## Nevének eredete
Nevét állítólag Palics helybeli lakostól nyerte, aki ezen a tájon legelőször szőlőt ültetett. „A völgy  bizonyára egy Bálics nevű olasz származású emberről kapta nevét, aki ott lakott.” A Bálics helynevünk tehát személynév eredetű. A Bálics családnév azonban nem olasz, hanem inkább horvát (bosnyák) eredetűnek látszik. Érdekes, hogy a szomszédos szőlőhegy (Szkókó) ugyancsak bosnyák nevű és anyanyelvű személyről kapta nevét.

## Tömegközlekedése
A városrészbe a Bálicsi úton közlekedő járatokkal lehet eljutni, a déli területekre a 37-es, az északi területekre a 36-os autóbusszal.